# Isochromodes duplicata
Isochromodes duplicata là một loài bướm đêm trong họ Geometridae.